# توری (پارچه)

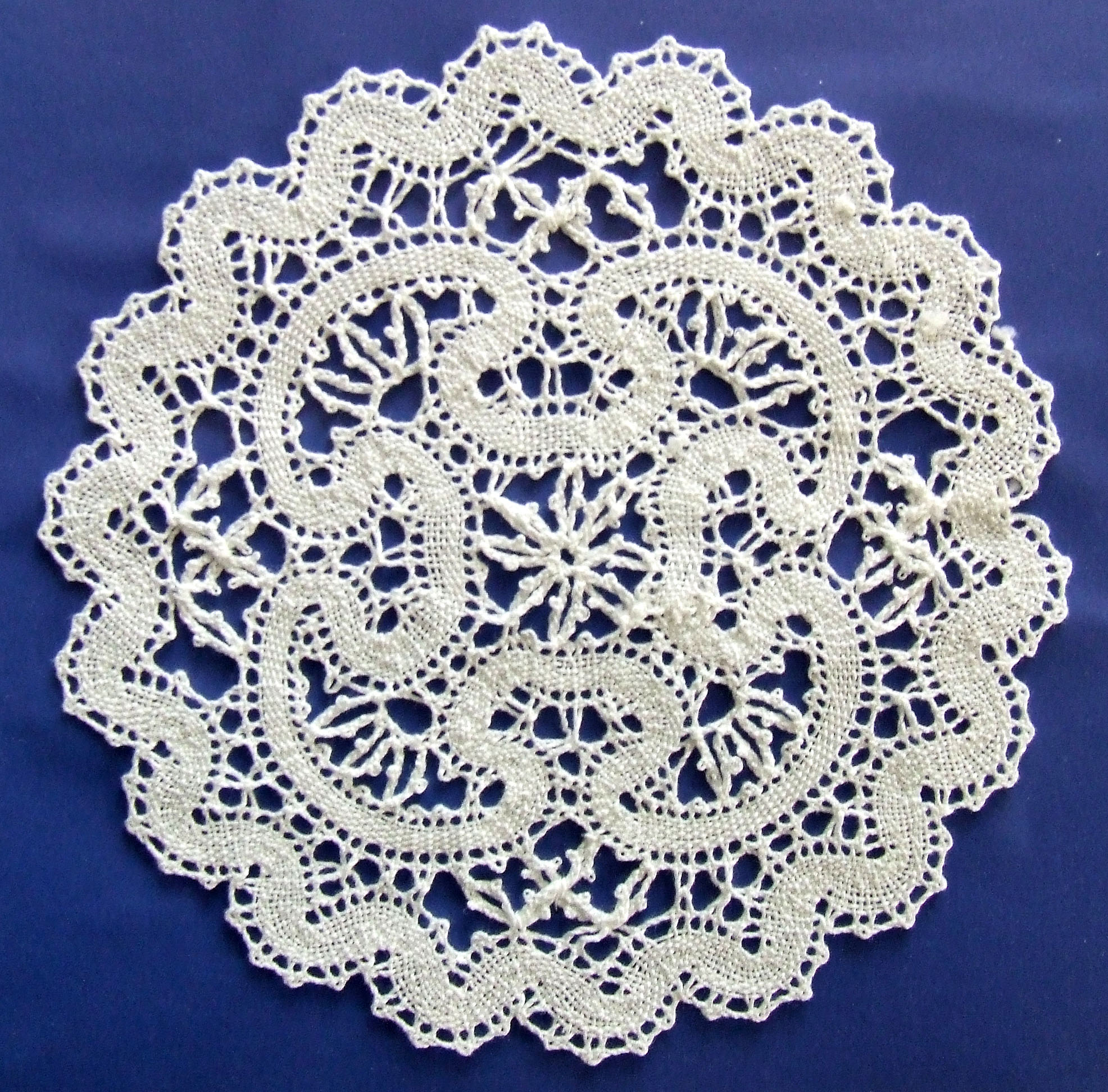
توری‌دوزی دستی از ایدرییا

توری یا دانتل (به فرانسوی: Dentelle) پارچه ای است ظریف از نخ کتان یا ابریشم که به صورت مشبک توسط دستگاه یا با دست بافته شده‌است.
برای بافت آن از نخ کتان، ابریشم، طلا، یا نقره استفاده می‌شود. اکثر دانتل‌ها با نخ پنبه بافته شده‌است، اگر چه کتان و ابریشم هنوز هم در دسترس هستند. توری ممکن است از فیبر الیاف مصنوعی نیز ساخته شود.
علاوه بر تولید صنعتی و بافت با دستگاه توری-دوزی، روش‌های مختلف دستی مانند سوزن-دوزی، قالب-دوزی، دارحلقه و نواردوزی از روش‌های متداول دستی است.

## نگارخانه

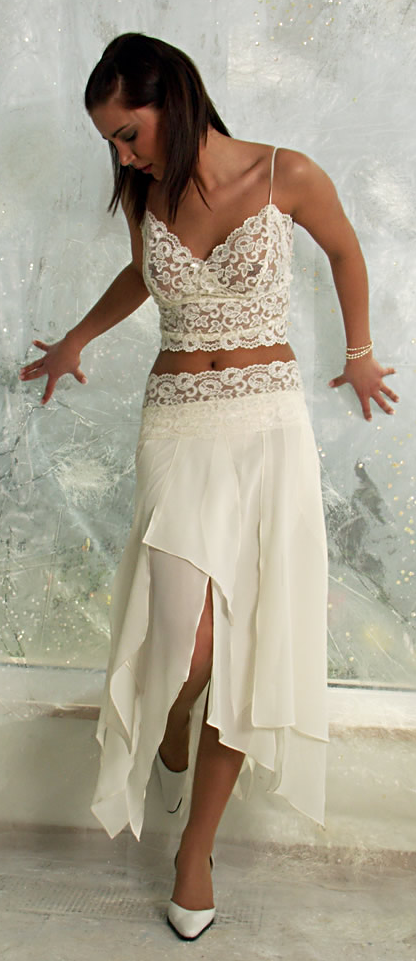
بالاتنه لباس
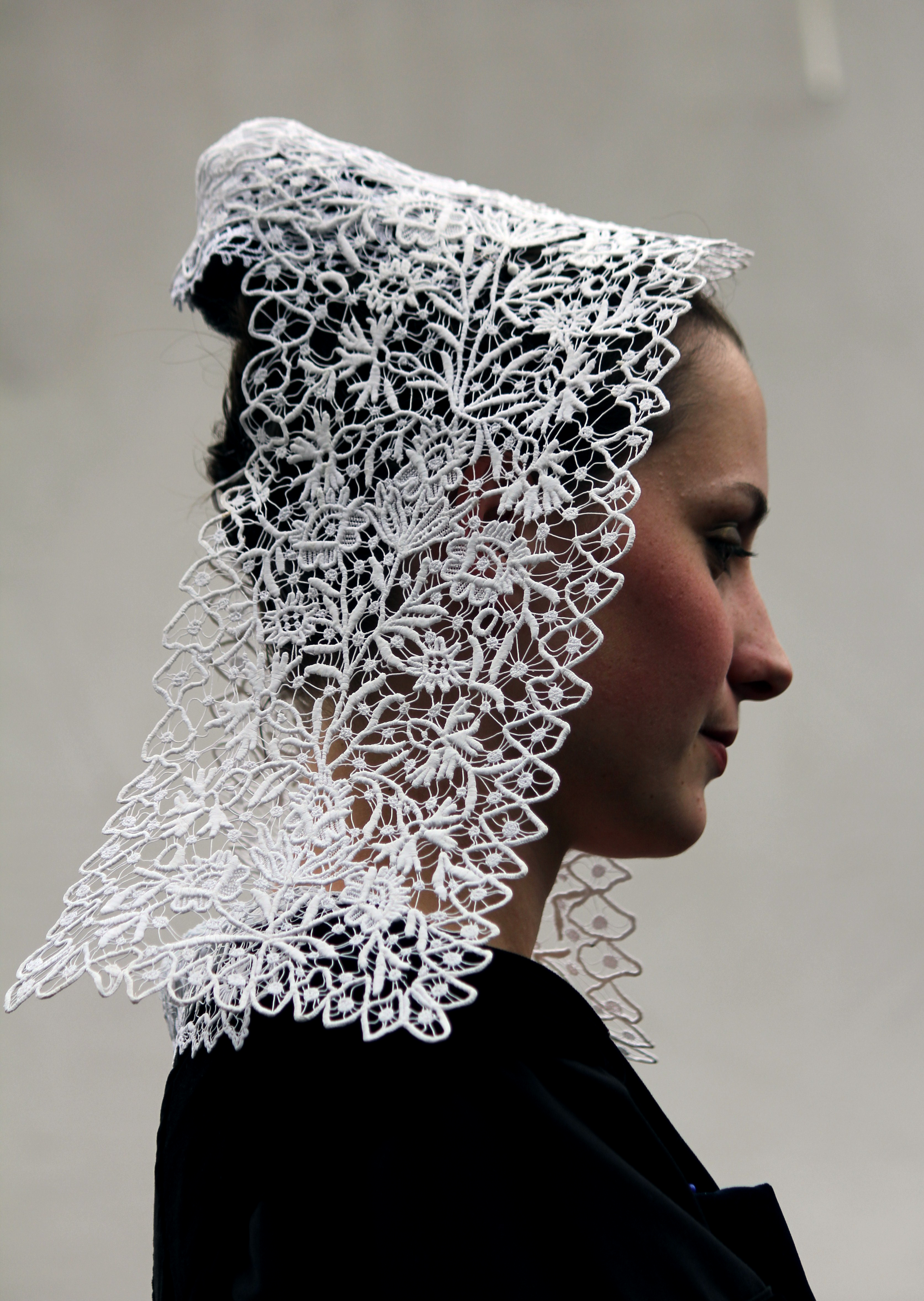
کلاه دانتل (سوزن-دوزی)
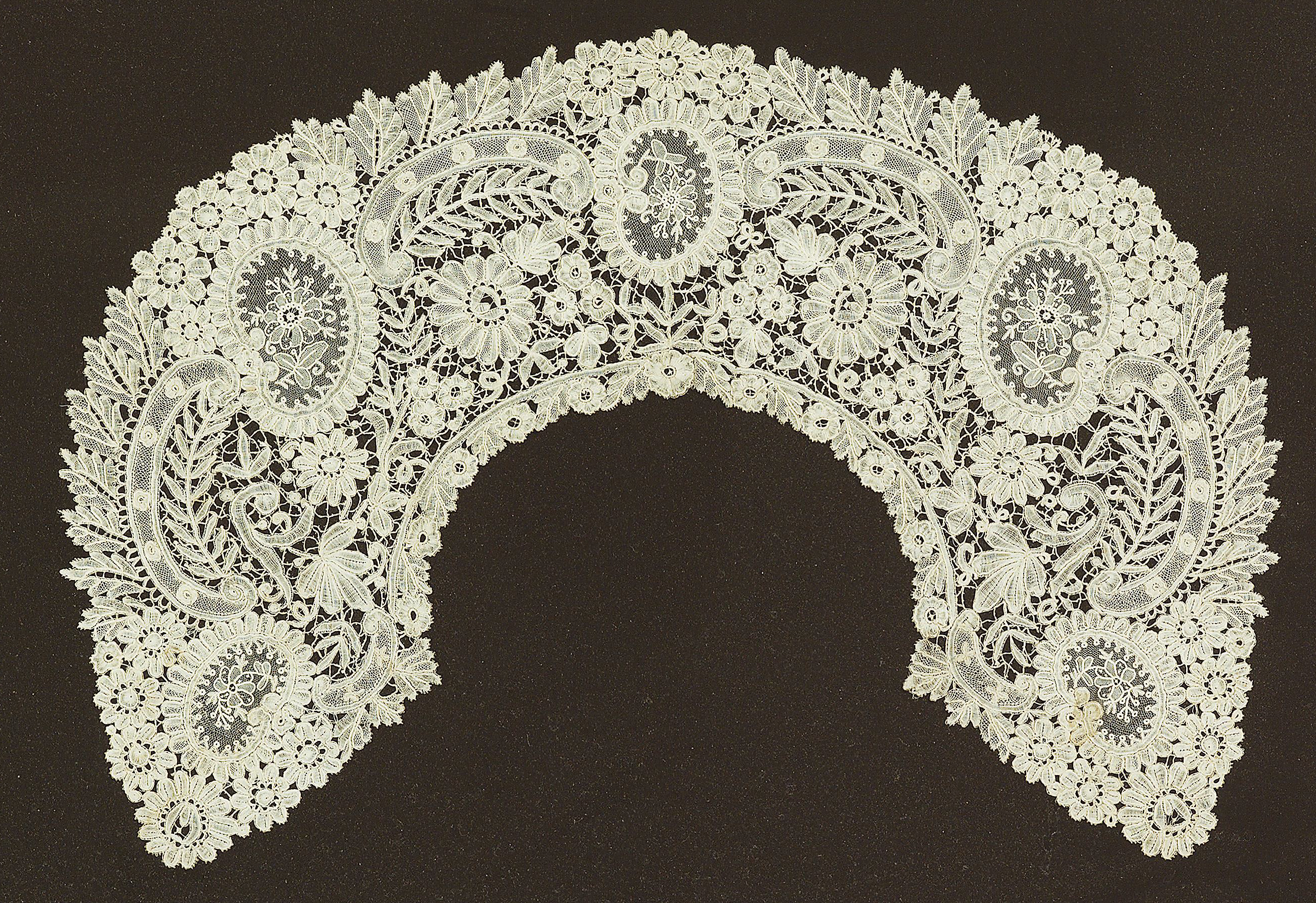
دور یقه
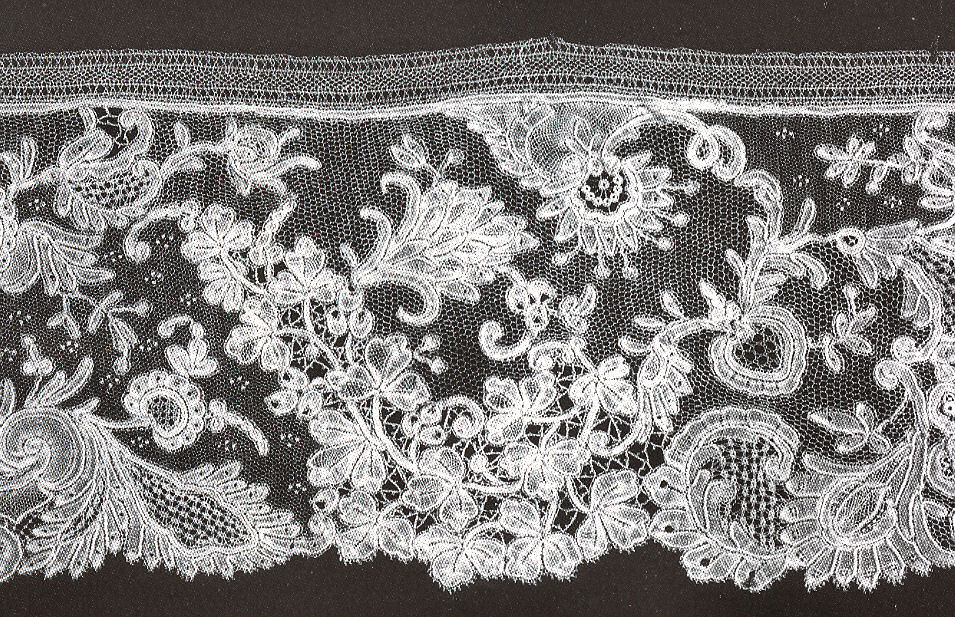
نوار دانتل
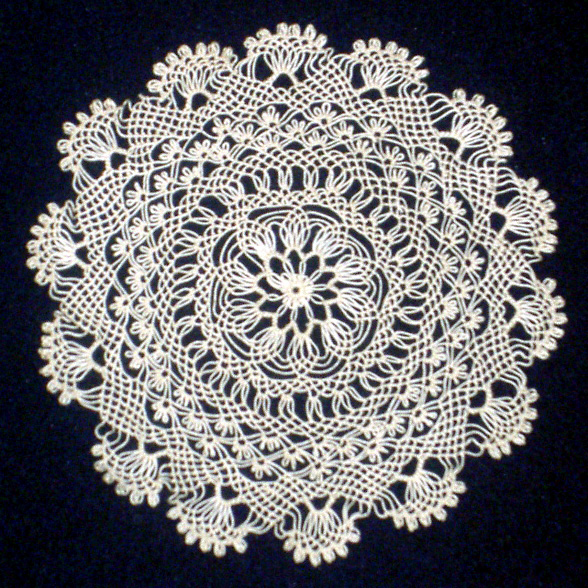
رومیزی دانتل